# Aquila Sports Cars

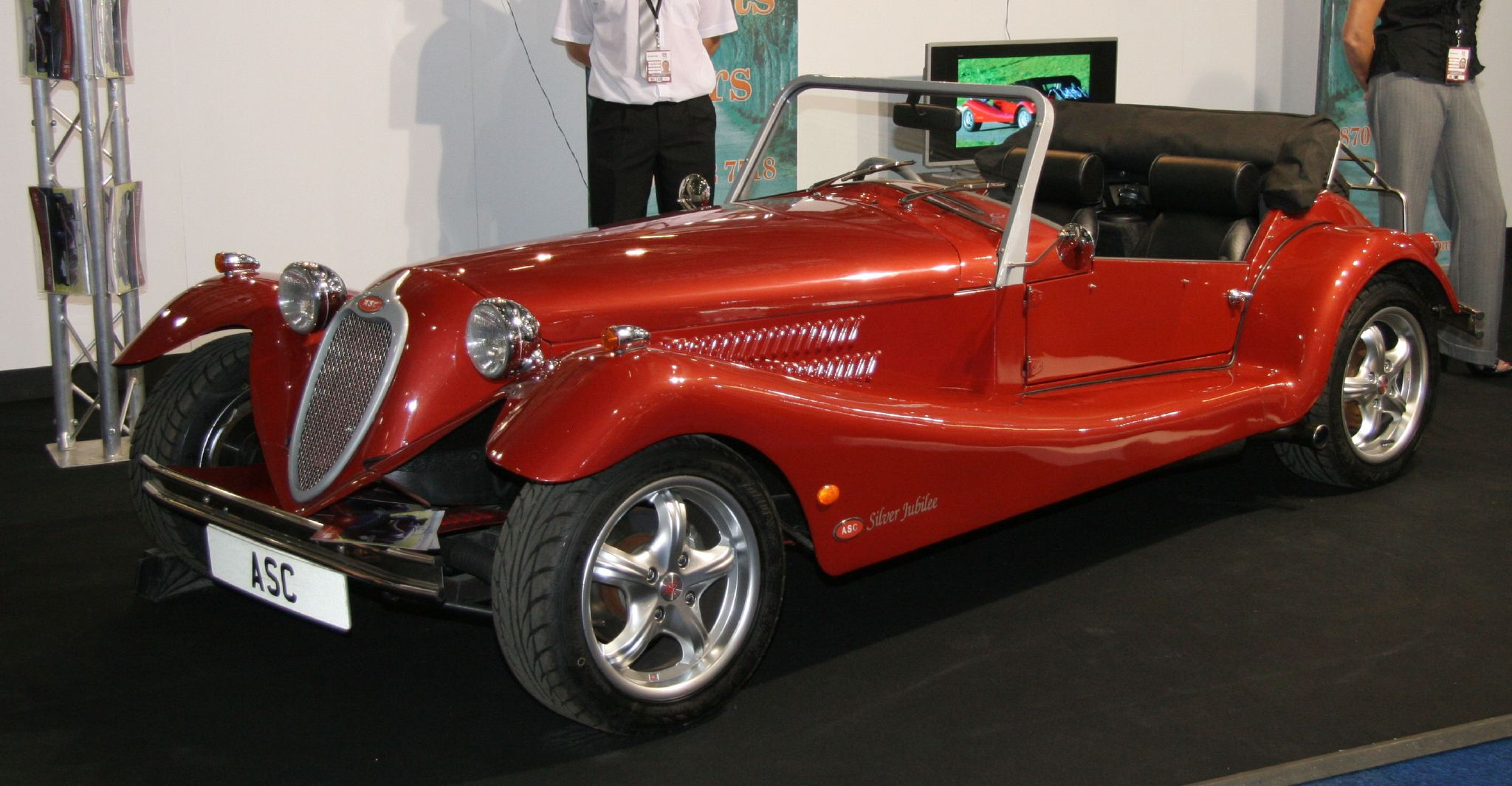
Aquila Julietta

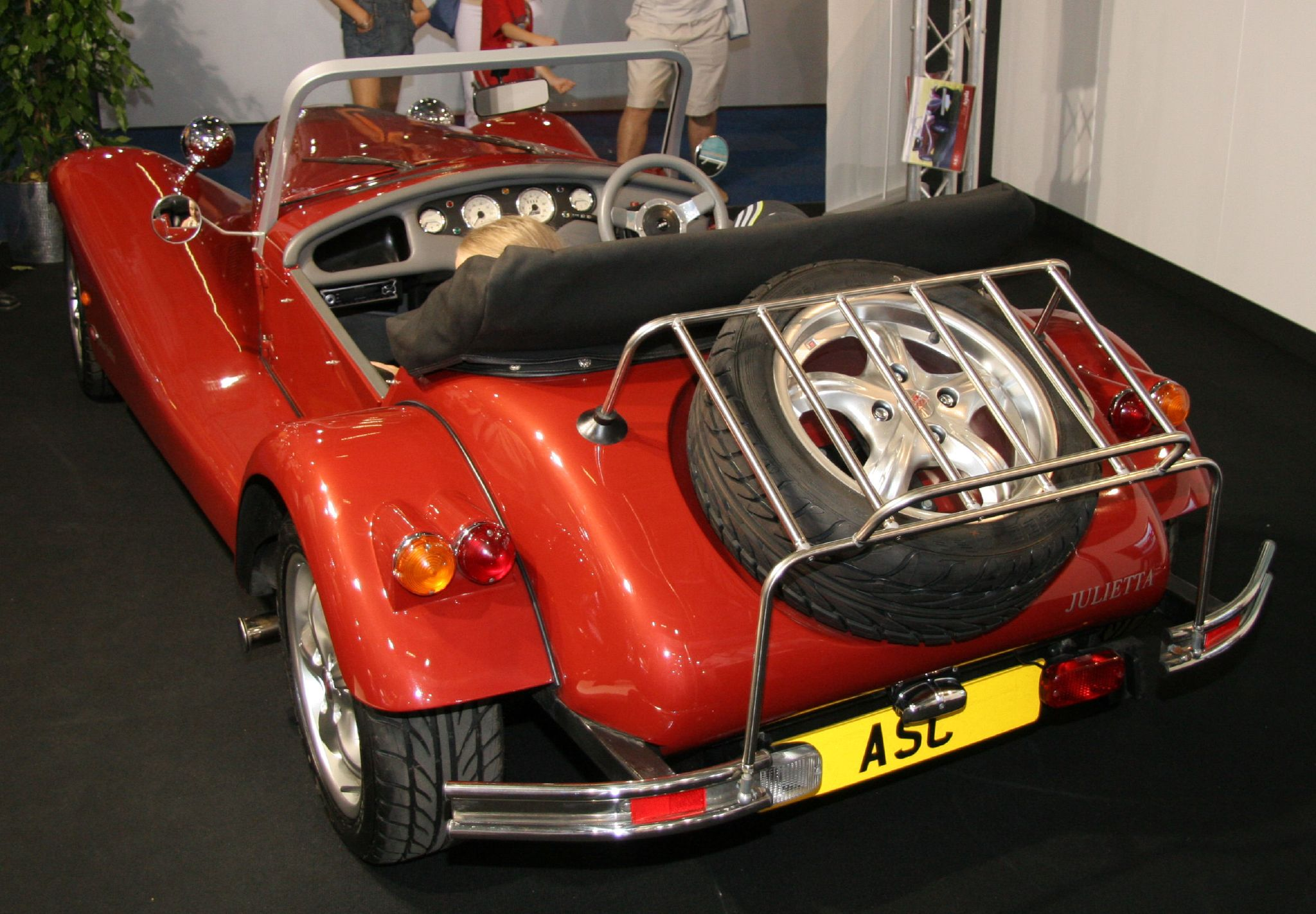
Heckansicht

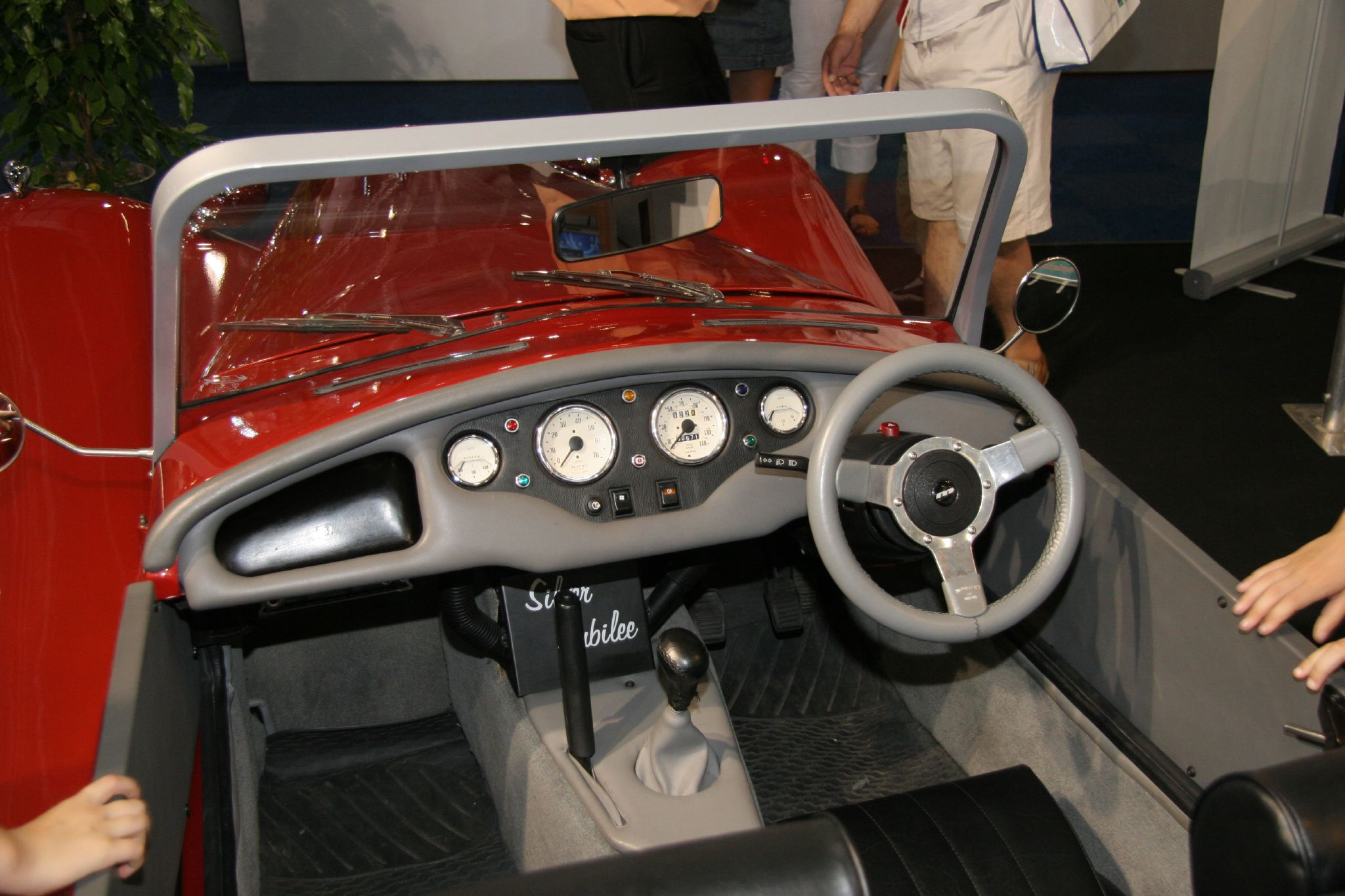
Interieur

Aquila Sports Cars Limited war ein britischer Hersteller von Automobilen.

## Unternehmensgeschichte
Milan Mladenovic gründete am 10. Oktober 2005 das Unternehmen im  Stadtteil Rainham des London Borough of Havering. Svetlana Mladenovic war ebenfalls im Unternehmen tätig. Sie übernahmen viele Modelle von YKC Sports Cars und begannen mit der Produktion von Automobilen und Kits. Der Markenname lautete Aquila. Später erfolgte der Umzug nach Uxbridge im Westen Londons. Am 6. Juli 2010 wurde das Unternehmen aufgelöst.

## Fahrzeuge
Im Angebot standen die ähnlichen Modelle Julietta, Mille Miglia und Romero. Dies waren offene Zweisitzer in Stil der 1930er Jahre. Viele Teile kamen vom Ford Sierra.
Eine Quelle gibt an, dass zusätzlich das Modell Raider von YKC weiter produziert wurde. Dieses Modell war wesentlich sportlicher ausgelegt und hatte einen V8-Motor von Rover.
Vom Julietta und Romeo fertigten YKC und Aquila zusammen jeweils etwa 40 Exemplare, vom Mille Miglia etwa 25 Exemplare.